# Enseñanzas de régimen especial
Las Enseñanzas de régimen especial son aquellas enseñanzas no integradas en los niveles, etapas o ciclos que constituyen el régimen general, que tienen validez académica en todo el territorio nacional.

## Características Generales y Particulares[1][2]
Tienen estructura y niveles propios, y puede ir desde las enseñanzas elementales hasta estudios equivalentes a títulos universitarios (Diplomatura, licenciatura, Grado o Doctorado). 
Las enseñanzas de régimen especial se pueden cursar simultáneamente enseñanzas de régimen general y existen diversas modalidades como son: Música, artes aplicadas y diseño, danza, idiomas, arte dramático, restauración y conservación de bienes culturales, deportes, estudios militares y religiosos.

### Enseñanzas de idiomas[3]
Son enseñanzas impartidas a través de la Escuela Oficial de Idiomas. Se imparten lenguas europeas, lenguas cooficiales de España y otras lenguas de especial interés por razones culturales, sociales y económicas como el árabe, el chino o el japonés. Las enseñanzas van dirigidas a personas que necesitan adquirir o perfeccionar sus competencias en una o varias lenguas extranjeras, o bien obtener un certificado acreditativo del nivel de competencia que ya poseen. 
Existen varios niveles correspondientes al Marco Común Europeo de Referencia para las Lenguas:
- Niveles A1 y A2: Usuario básico.
- Niveles B1 y B2: Intermedio.
- Niveles C1 y C2: Usuario competente.

### Enseñanzas deportivas
Las enseñanzas deportivas tienen como finalidad preparar al alumnado para la actividad profesional en el sistema deportivo en relación con una modalidad o especialidad deportiva en los diferentes niveles de: iniciación, tecnificación y alto rendimiento, y facilitar la adaptación de los técnicos formados a la evolución del mundo laboral y deportivo y a la ciudadanía activa.
Una característica fundamental de estas enseñanzas, es la exigencia de una prueba de acceso de carácter específico, en la que se debe demostrar un nivel de dominio suficiente de la modalidad o especialidad deportiva para poder seguir con aprovechamiento y seguridad las enseñanzas.
Existen 2 tipos de titulación:
- Técnico Deportivo o Enseñanzas Deportivas de Grado Medio.
- Técnico Superior Deportivo o Enseñanzas Deportivas de Grado Superior.

### Enseñanzas artísticas
Las enseñanzas artísticas tienen como finalidad proporcionar al alumnado una formación artística de calidad y garantizar la cualificación de los futuros profesionales de la música, la danza, el arte dramático, las artes plásticas y el diseño.
En la actualidad, estos estudios comprenden las siguientes áreas:
- Música y Danza.
- Arte dramático.
- Conservación y restauración de bienes culturales.
- Artes Plásticas.
- Diseño.
- Cerámica.
- Vidrio.

La duración de los estudios es variable y cuando se superan, conducen al Título de Grado en el área correspondiente.

### Enseñanzas religiosas
Las enseñanzas religiosas tienen como finalidad proporcionar al alumnado una formación específica en la religión. Los centros educativos ofertan las principales confesiones de España, conforme los convenios con las mismas.

### Enseñanzas militares[4]
Las enseñanzas militares tienen como finalidad proporcionar al alumnado una formación específica en ramas militares. 
Actualmente existen 3 titulaciones en este ámbito y son:
- Enseñanzas militares para tropa y marinería.
- Enseñanzas militares para suboficiales.
- Enseñanzas militares para oficiales.